# Чемпионство железных людей в хеви-металлическом весе
Чемпионство железных людей в хеви-металлическом весе (яп. アイアンマンヘビーメタル級王座, англ. Ironman Heavymetalweight Championship) — является чемпионским титулом по рестлингу, которым владеет японский промоушн DDT Pro-Wrestling (DDT).
Этот титул может выиграть любой желающий, независимо от пола или статуса занятости в DDT, он защищается 24/7, то есть в любое время и в любом месте, пока там находится рефери, чтобы подтвердить победу. Благодаря этому правилу, титул можно выиграть не только независимо от пола или количества человек (в случае обычного удержания или болевым приёмом), он также доступен для «нестандартных» чемпионов, таких как животные или неодушевленные предметы, а смена титула регулярно происходит вне регулярных шоу, часто в видео, выложенным на аккаунтах промоушена в социальных сетях.

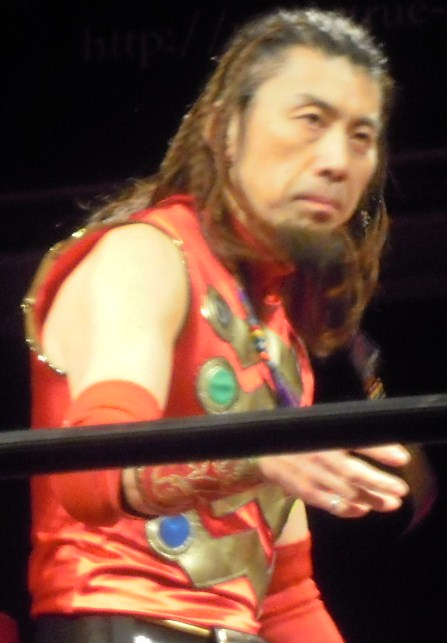
Первый чемпион — Пойзон Савада Блэк

Титул был представлен на телепоказе 29 июня 2000 года, во время которого Пойзон Савада Блэк создал титул и присвоил его себе. Он был создан как пародия на несуществующий титул хардкорного чемпиона WWE, который также имел «правило 24/7». Титул часто защищается во время 10-минутного матча Battle Royal, при этом действующему обладателю не разрешается покидать матч до окончания лимита времени; согласно правилам 24/7, титул может переходить из рук в руки во время матча, а не только в его результате. В отличие от названия и аналогичных по названию титулв, он не является специфическим для матчей «Железный человек».
1000-й чемпион железных людей в хеви-металлическом весе был коронован 29 апреля 2014 года, когда сам пояс стал чемпионом, победив Сансиро Такаги.
По состоянию на апрель 2022 года было официально признано 1 548 чемпионств между 392 различными людьми, 7 командами и 44 неодушевленными предметами и животными.